# Hans Bohnenkamp
Hans Heinrich Wilhelm Bohnenkamp (* 17. April 1893 in Schildesche; † 2. Februar 1977 in Schanzendorf, Gemeinde Ottersberg) war ein deutscher Pädagoge, Hochschullehrer und Hochschuldirektor.

## Leben
Hans Bohnenkamps Familie zog 1899 nach Minden um, wo sein Vater eine Stelle als Schulrektor bekam. Hans Bohnenkamp besuchte ab 1903 das humanistische Königliche Gymnasium zu Minden. Nach dem Abitur 1912 in Minden studierte Bohnenkamp Mathematik, Physik, Philosophie und Pädagogik von 1912 bis 1914 an der Philipps-Universität Marburg. Er hatte sich bereits 1909 dem Alt-Wandervogel und dem Wandervogel in Minden angeschlossen, leitete während des Studiums die jugendbewegte Akademische Vereinigung in Marburg und nahm am Freideutschen Jugendtag im Oktober 1913 auf dem Hohen Meißner teil. Ab dem Sommersemester 1914 wechselte Hans Bohnenkamp an die Universität Göttingen, wo er mit zwei Freunden ebenfalls eine Akademische Vereinigung gründete.
Während seiner Studienzeit in Marburg freundete sich Hans Bohnenkamp mit dem Studenten Adolf Reichwein an, eine Freundschaft, die bis zur Hinrichtung Reichweins im Jahr 1944 fortdauerte.
Unterbrochen wurde sein Studium durch den Ersten Weltkrieg, an dem er als Artillerieoffizier teilnahm. Wie viele Wandervögel hatte er sich bereits am 11. August 1914 freiwillig zum Kriegsdienst gemeldet. 1915 wurde er mit dem Eisernen Kreuz 2. Klasse und 1918 mit dem Eisernen Kreuz 1. Klasse sowie dem Ritterkreuz des Königlichen Hausordens von Hohenzollern ausgezeichnet.
Zwar blieb Hans Bohnenkamp während des Krieges in Göttingen immatrikuliert, jedoch wechselte er nach seiner Entlassung aus dem Heeresdienst am 1. Februar 1919 wieder an die Universität Marburg, wo er im Oktober 1920 die Prüfung für das Lehramt an höheren Schulen mit „gut“ bestand. Es folgte das Referendariat am staatlichen Gymnasium in Minden bis 1921 und sodann die Tätigkeit als Lehrer an Gymnasien in Rotterdam, Unna und Bremen. Dann wurde er Professor für Pädagogik und Philosophie an der Pädagogischen Akademie in Frankfurt (Oder) und 1932 in Elbing sowie von 1934 bis 1939 an der Hochschule für Lehrerbildung Cottbus.
Im Juli 1923 heiratete Hans Bohnenkamp Liselotte Fischer, welche an der bekannten Gymnastikschule Loheland zur Lehrerin ausgebildet worden war. Die Eheleute bekamen vier Kinder. Die Tochter Johanna wurde ebenfalls Lehrerin und war ab 1969 mit dem späteren Rektor der Odenwaldschule Wolfgang Harder verheiratet. Sie unterrichtete ab 1985 ebenfalls an der Odenwaldschule.
1933 trat Bohnenkamp der SA bei, in der er 1943 den Rang eines Obersturmführers einnahm. Am 14. Juli 1937 beantragte er die Aufnahme in die NSDAP und wurde rückwirkend zum 1. Mai desselben Jahres aufgenommen (Mitgliedsnummer 4.391.864). Bohnenkamp nahm von 1939 bis 1945 am Zweiten Weltkrieg teil. Er wurde im August 1939 einberufen und übernahm zunächst das Kommando über eine Artillerie-Offiziersschule. Seit dem 1. April 1942 war er als Major der Reserve Bataillonsführer, dann Oberstleutnant und Chef eines Artillerie-Regiments vor Stalingrad und im Orjol-Bogen. Am 22. Januar 1943 erhielt er das Ritterkreuz des Eisernen Kreuzes als Major und Kommandeur des III. Bataillons des Artillerie-Regiments 295 für die Kämpfe der Abteilung im Raum Stalingrad. Später war er Mitglied der Deutschen Heeresmission in der Slowakischen Republik. Zuletzt war er Militärischer Leiter der Panzertruppenschule Bergen. Dort geriet er im Frühjahr 1945 in britische Kriegsgefangenschaft und wurde bis Ende August 1945 in der Nähe von Ostende in Belgien interniert. Dort lernte er den späteren Bundeskanzler Helmut Schmidt kennen.
Bohnenkamp hatte zunächst Schwierigkeiten bei der „Entnazifizierung“, wurde aber 1946 Gründer und erster Direktor der neu gegründeten Pädagogischen Hochschule in Celle, Professor für Pädagogik und Philosophie. Er war maßgeblich verantwortlich für die Benennung dieser Hochschule als Adolf-Reichwein-Hochschule Celle, die er bis zu ihrem Umzug von Celle nach Osnabrück leitete und an der er bis zum Ruhestand 1958 als Professor wirkte. Er war ein enger Freund Reichweins gewesen und verwaltete bis 1972 auch das Reichwein-Archiv. Von 1952 bis 1958 war er Vorsitzender und bis 1962 Vorstandsmitglied des Arbeitskreises Pädagogische Hochschulen.

### Beziehung zu Helmut Schmidt
Der spätere deutsche Bundeskanzler Helmut Schmidt berichtete wiederholt, Hans Bohnenkamp habe ihn in einem Gefangenenlager bei Ostende nachhaltig beeindruckt.

„Da war ein wunderbarer Mann – Hans Bohnenkamp, ein um 25 Jahre älterer Hochschulprofessor, bis zum Halse rauf mit Eichenlaub dekoriert und so ’nem Scheißkram. Das war ein religiöser Sozialist, auch einer von denen, die meinten, als Soldat ihre Pflicht erfüllen zu sollen. Der hat mir nicht nur beigebracht, was Demokratie ist, er hat mich auch zum Sozi gemacht.“

„Wir hatten also Kurse und Lehrgänge, und Bohnenkamp hielt einen Vortrag mit dem Titel ‚Verführtes Volk‘, in dem er eine Generalabrechnung mit den Nazis versuchte. Das führte dazu, dass die Mehrheit der jüngeren Offiziere uns für Nestbeschmutzer hielt. Da die Engländer Spione im Lager hatten, bekamen sie das mit, und wir wurden entlassen, und die anderen mussten noch zwei Jahre in französischen Bergwerken arbeiten.“

Zudem soll ein Gespräch mit Bohnenkamp für Helmut Schmidt der Grund gewesen sein, in die SPD einzutreten. Bohnenkamp selbst trat 1945/46 der SPD bei. Er erhielt am 18. Juni 1958 das Große Verdienstkreuz des Verdienstordens der Bundesrepublik Deutschland und 1963 das Große Verdienstkreuz des Niedersächsischen Verdienstordens sowie am 22. Dezember 1967 die Justus-Möser-Medaille der Stadt Osnabrück.

## Schriften (Auswahl)
- Gedanken an Adolf Reichwein. Westermann, Braunschweig 1949.
- Adolf Reichwein. Festrede bei der Einweihung der Adolf-Reichwein-Schule in Langenhagen. Adolf-Reichwein-Schule, Langenhagen 1962.